# Rhizopogon abietis
Rhizopogon abietis är en svampart som tillhör divisionen basidiesvampar, och som beskrevs av Alexander Hanchett Smith. Rhizopogon abietis ingår i släktet Rhizopogon, och familjen hartryfflar. Arten är reproducerande i Sverige.